# Krucza Skała

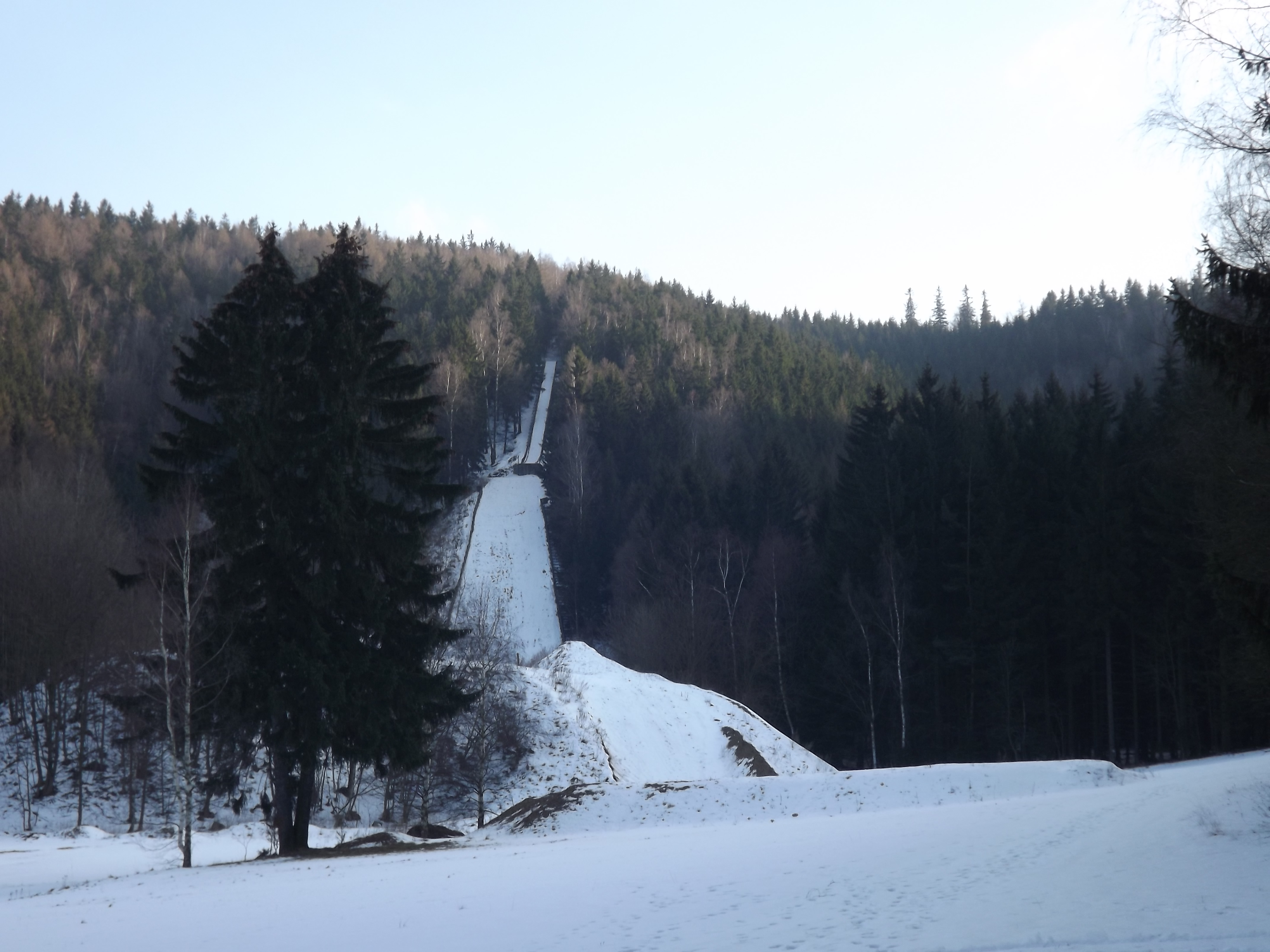
Skocznia narciarska na stoku Kruczej Skały

Krucza Skała (681 m n.p.m., niem. Rabenstein) – wzniesienie w Sudetach Środkowych, w Górach Kamiennych, w środkowej części pasma Gór Kruczych.

## Położenie
Wzniesienie położone jest w środkowo-zachodniej części Gór Kruczych, na południowy wschód od centrum miejscowości Lubawka.

## Fizjografia
Wzniesienie o nieregularnym kształcie wyraźnie górujące od północno-wschodniej strony nad Kruczą Doliną. Wznosi się w niewielkiej odległości na południe od wzniesienia Święta Góra, jako niższa kulminacja w południowej części Gór Kruczych. Wzniesienie zwieńcza ramię odchodzące od głównego grzbietu w kierunku północnym. Wzniesienie ma nieregularny kształt, o stromo opadającym wschodnim i północnym zboczu, w które wcinają się  małe dolinki. Południowo-wschodnie zbocze jest wydłużone i prawie poziome, które łagodnie przechodzi w zbocze wzniesienia Starzec. Południowo-zachodnie zbocze tworzy ponad 30-to metrowe urwisko skalne z ciekawą formą intruzji porfirowych, wciśniętych w skały osadowe ze środkowego permu. Położenie góry na północno-zachodnim skraju części południowej Gór Kruczych, po południowej stronie Świętej góry oraz kształt czynią górę rozpoznawalną w terenie.

## Budowa geologiczna
Góra zbudowana z odpornych dolnopermskich skał wulkanicznych, głównie z trachybazaltów i trachyandezytów, oraz skał kwaśnych - ryolitów i brekcji ryolitowwych w otoczeniu skał osadowych czerwonego spągowca. Wszystkie te utwory należą do zachodniego skrzydła niecki śródsudeckiej.

## Roślinność
Cały szczyt i zbocza porasta rozległy las świerkowy regla dolnego, z domieszką innych gatunków drzew liściastych. Na północno-wschodnim zboczu góry ulokowana jest skocznia narciarska, a niedaleko niej opuszczona kapliczka, stanowiąca część Kalwarii, która w przeszłości wybudowana była na północnym zboczu.

## Inne
- Postrzępione efektowne urwisko skalne na zachodnim zboczu tworzą Krucze Skały. Krajobrazowe zachodnie zbocza wzniesienia znajdują się na terenie rezerwatu przyrody Kruczy Kamień.
- Północnym podnóżem wzniesienia przebiega lokalna droga Lubawka - Chełmsko Śląskie.
- Skocznia narciarska na północnym stoku wzniesienia Krucza Skała została zbudowana w 1924 roku przez Niemców. Skocznia była częścią jednego z wielu budowanych w tamtym okresie ośrodków przygotowań olimpijskich reprezentacji Niemiec.
- Najważniejszymi zawodami na skoczni na Kruczej Skale w okresie międzywojennym były Mistrzostwa Dolnego Śląska rozegrane 21 stycznia 1931 r.
- W roku 2000 oraz 2003, 2006 a także w 2010 w ramach Ogólnopolskiej Olimpiady Młodzieży rozegrano na skoczni indywidualne konkursy w skokach narciarskich.

## Turystyka
Szczytową partią Kruczej Skały prowadzą szlaki turystyczne:
- – zielony z Lubawki do Krzeszowa
- – niebieski poniżej szczytu prowadzący Kruczą Doliną z Lubawki do Chełmska Śląskiego.

- Szczyt wzniesienia stanowi punkt widokowy z panoramą na Bramę Lubawską, Karkonosze i okoliczne wzniesienia Gór Kruczych oraz Karkonoszy.